# Stazione di Waidmannslust
La stazione di Waidmannslust è una stazione ferroviaria di Berlino, sita nel quartiere omonimo. È posta sotto tutela monumentale (Denkmalschutz).

## Movimento
La stazione è servita dalle linee S 1 e S 26 della S-Bahn.

## Interscambi
- Fermata autobus